# Heinrich Gulden
Heinrich Gulden (* 13. März 1730 in Spalt; † 26. Juli 1793 in Eichstätt) war ein deutscher Theologe und Professor in Eichstätt.

## Leben
Guldens war Kastner in Spalt. Als dieser als Hofkammerrath und Hofkastner nach Eichstätt kam, besuchte Heinrich dort das Jesuitengymnasium, wo er sich nicht nur in den Studien, sondern auch in der Musik auszeichnete. Mit 15 Jahren trat er dem Jesuitenorden bei. Nach Studienabschluss war er im Jesuitenkolleg in Landsberg am Lech Physik- und Mathematiklehrer, dann Theologielehrer in Rottweil, Konstanz und Freiburg im Breisgau. Nach Aufhebung des Ordens im Jahr 1773 wirkte der Exjesuit ab 1774 als Professor für Moraltheologie am Collegium Willibaldinum in Eichstätt.
Heinrich Gulden war auch naturwissenschaftlich interessiert. So wurde er mit einer Arbeit über die Theorie der Schrauben Preisträger der „Societas Jablonoviana“, der Jablonowskischen Gesellschaft der Wissenschaften zu Leipzig. Auch verfasste er eine Abhandlung über die Eigenschaften des Quecksilbers; hierfür erhielt er 1776 von der Churbaierischen Akademie der Wissenschaften einen Preis und wurde ordentliches Mitglied der Philosophischen Klassen dieser Gelehrtengesellschaft. Von 1779 bis 1783 amtete er als Pfarrer von Möning in der Oberpfalz, anschließend zwei Jahre als Pfarrer von Seligenporten. 1785 wurde er Kanoniker des neuen Pfarrstiftes "Unserer Lieben Frau" zu Eichstätt und geistlicher Titularrat. Auch hier betätigte er sich naturwissenschaftlich. So lieferte er für Professor Friedrich Carl Gottlob Hirsching in Erlangen für den 2. Band dessen „Allgemeines Archiv für Völker- und Länderkunde“ einen Aufsatz über die „Kalkberge an der Altmühl“ und eine Beschreibung der Altmühl und ihrer Fische nach Marcus Élieser Bloch und Carl von Linné.
Seine Mineralien- und Münzsammlung vermachte er seinem Freund, dem Eichstätter Hofrat Barth.

## Werke
- Memorabilia Naturae Principatus Eichstaettenis
- De helice sive theoria helicis geometrice determinata. 1780
- Beschreibung des Altmühlflusses.  In: F. C. G. Hirsching: Allgemeines Archiv für Völker- und Länderkunde. Band 2, Erlangen 1791